# 대방건설
대방건설은 대한민국 서울특별시 강서구에 본사를 두고 있는 건설 기업이다. 2023년 기준 재계서열 59위로 대한민국의 대기업 기업집단으로 지정되어 있다.